# Michał Suchocki
Michał Suchocki (ur. 23 lutego 1978) – polski futsalista, Trener występującego w 1 lidze futsalu Taf Toruń, reprezentant Polski.

## Przebieg kariery
Michał Suchocki swoją karierę w futsalu zaczynał od gry w Arpolu Toruń, którego zawodnikiem był od 2001 roku. Z tym klubem awansował do I ligi. Kolejnym klubem tego zawodnika był Holiday Chojnice, z którym zdobył w sezonie 2005/2006 Puchar Polski i wicemistrzostwo Polski. Kolejnymi drużynami Suchockiego były Tacho Toruń, Red Devils Chojnice oraz TAF Toruń. Od początku sezonu 2013/2014 jest zawodnikiem FC Toruń, z którym w sezonie 2014/2015 wywalczył awans do ekstraklasy. Zawodnik ten ma na swoim koncie występy w reprezentacji narodowej.